# Rudolf Svedberg
Rudolf Svedberg (Sundsvall, Suecia, 19 de agosto de 1910-24 de junio de 1992) fue un deportista sueco especialista en lucha grecorromana deporte en el cual llegó a ser campeón olímpico en Berlín 1936.

## Carrera deportiva
En los Juegos Olímpicos de 1936 celebrados en Berlín ganó la medalla de oro en lucha grecorromana estilo peso wélter, por delante del alemán Fritz Schäfer (plata) y del finlandés Eino Virtanen (bronce).